# Stazione di Caiazzo
La stazione di Caiazzo è una stazione ferroviaria che serve il comune di Caiazzo, posta sulla ferrovia Piedimonte Matese - Santa Maria Capua Vetere (Alifana alta). Attualmente è gestita dall'Ente Autonomo Volturno.

## Storia
Inaugurata insieme alla ferrovia il 30 giugno 1914, la stazione è stata in parte ricostruita dopo la seconda guerra mondiale nel luogo dove sorgeva la stazione anteguerra. Nel 2020, gli interni della stazione sono stati rinnovati con affreschi, un distributore automatico e scaffali di libri.

## Strutture e impianti
Il fabbricato viaggiatori su due livelli è stato costruito agli inizi degli anni cinquanta sostituendosi al vecchio, in parte distrutto dalla guerra. Oggi il fabbricato ospita la biglietteria e la sala d'attesa, mentre il piano superiore è abitazione privata.
All'interno si contano 2 binari passanti, serviti da due banchine e uniti tramite una passerella sui binari. Un binario tronco è a servizio dello scalo merci: non è presente un fabbricato per quest'ultimo e non è svolto alcun servizio merci.

## Movimento
La stazione è una delle più frequentate dell'intera linea: fermano tutti i treni della relazione Napoli - Piedimonte Matese e le principali destinazioni sono Napoli e Piedimonte Matese.

## Servizi
La stazione dispone di:
- Biglietteria
- Capolinea autolinee
- Servizi igienici
- Sala d'attesa
- Distributore automatico
- Parcheggio